# José Luis Perales
José Luis Perales Morillas (Castejón, Cuenca, 18 de enero de 1945) es un cantautor, poeta, productor y autor español. Es considerado uno de los autores más prolíficos y sobresalientes de la escena española, sus letras son poemas que hablan del amor, la nostalgia y la paz. Ha realizado 27 producciones musicales  y registrado más de 510 canciones en la Sociedad General de Autores de España (SGAE). Ha vendido más de 55 millones de discos.
Su debut fue con Mis canciones (1973). Ha recibido más de 100 discos de oro y de platino.[cita requerida] Su canción «Porque te vas», popularizada por Jeanette, ha sido versionada por más de 40 artistas en Francia, Alemania, Inglaterra, Japón, hasta 2004. Solo de esta canción vendió más de 6 millones de copias en Alemania Occidental y Austria.

## Biografía

### Primeros años e inicios artísticos
José Luis Perales Morillas nació en la localidad de Castejón a 65 kilómetros de la ciudad de Cuenca, en el seno de una familia católica tradicional. Desde muy pequeño mostró devoción por la música aprendiendo a solfear con un antiguo maestro, lo que le llevó a tocar el laúd con 6 años.
A los 14 años, realizó sus primeras composiciones. Sin embargo, a partir de 1968 (con 23) presentó sus canciones a las discográficas, ya que: «Ellos [la gente del mundo de la música] eran los que presentaban mis canciones en sus casas de discos porque a mí me daba una vergüenza horrible ir personalmente. Era tímido y me asustaba el fracaso», declaró Perales.
Pasó los primeros 16 años de vida en su localidad natal, hasta que en 1961 se mudó a Sevilla con el maestro Adrián Sevilla, para cursar maestría industrial en electrónica en la Universidad Laboral de Sevilla. Tras concluir la maestría industrial se trasladó a Madrid para estudiar peritaje, compaginando sus estudios con su trabajo como electricista y limpia botines. Durante sus tiempos de estudiante empezó a escribir canciones; al principio componía solo para otros intérpretes, hasta que el productor Rafael Trabucchelli lo convenció de grabar sus propias canciones.
Se apuntó a la tuna de este centro formativo. «Como las empresas no querían gente en edad de servicio militar, tuve que esperar hasta la vuelta del cuartel. Entonces entré de maestro industrial eléctrico en una fábrica, pero lo primero que me dijeron fue que, aunque tuviera el título, de aquello yo no tenía ni idea, que para eso había gente allí que llevaban veinte años manejando los alicates. En los ratos libres seguía componiendo, y poco a poco fui vendiendo canciones. Fórmula V, Basilio, Jeanette, el Dúo Yerbabuena, Paloma San Basilio y Miguel Bosé han grabado canciones mías, entre otros. En un momento se enteraron de que tenía algunas canciones que no daba a nadie, que las consideraba muy mías, y que estaban allí, esperando no se sabía muy bien a qué. Las oyeron y me propusieron que cantara. Y comenzó mi etapa de cantante. Pero un poco forzado, porque parecía un trabajo muy complicado para mí. Y así me metí en ese mundo que, la verdad, me daba miedo. Poco a poco me voy acostumbrando; pero, como digo, manteniéndome bastante al margen. Y la verdad es que no me llego a creer todo lo que la gente me dice; cuando me nombran el mejor cantante del año, pues me quedo sorprendido. Mi opinión sobre mí mismo es inferior a la que la gente tiene de mí; aunque, en cambio, tengo confianza en mí mismo o, al menos, la voy adquiriendo» comentó.
Mientras escuchaba la radio se vio motivado a componer, nació así una de sus primeras melodías, «Niebla», aún poco madura, pero que marcaría el principio de un largo camino, donde José Luis vio clara su verdadera dedicación: la música.[cita requerida] A pesar de ello, tenía una beca, y tuvo que proseguir con sus estudios. Prestó servicio militar en Madrid.[cita requerida] Nada más terminada la maestría industrial se desplazó a Madrid para completar sus estudios con los de peritaje, que compaginaba a la vez con su trabajo como delineante en una empresa del Instituto Nacional de Industria de España (INI) y sus composiciones, que ya acumulaba en decenas, a la espera de la llegada de algún intérprete interesado en sus canciones.[cita requerida]
Su primera obra «En San Marcos», fue grabada por el cantante madrileño Daniel Velázquez, en el doble sencillo «Tema El Padrino/El milagro del amor», publicada por la discográfica Philips Records en 1972 e impresa en el lado B. Fue la primera vez en que su nombre se estampó en vinilo.[cita requerida] En este tema Perales describe las bellezas venecianas.
Tras una interpretación en una fiesta, alguien le ofreció grabar y probar fortuna, la que le llegaría más adelante como compositor, puesto que su trabajo como cantante no le gustaba al director de una conocida firma; de todas maneras era lo que él quería: componer, lo de cantante, (fama, escenarios, televisión, etc.) no era su espejo, además podría ocasionarle problemas a su relación amorosa.[cita requerida] Para aquel entonces ya había conocido en su trabajo a la que sería su mujer, Manuela Vargas, quien trabajaba como traductora tan imprescindible en su vida, como él mismo dice: «...yo, si no fuera por Manuela, estaría perdido».[cita requerida] Dos mujeres tienen un papel muy importante en su vida: su madre Mariana —motor de su carrera, puesto que era quien le buscaba sus primeros auditorios, a veces entre la gente de su pueblo— y Manuela —voz crítica de sus canciones—.[cita requerida]

## Vida personal
José Luis Perales está casado desde 1977 con Manuela Vargas, con quien tiene dos hijos: Pablo y María.

## Carrera musical

### 1967-2000: Inicios y primeros trabajos discográficos
En 1967 se presentó como solista en el Festival de la canción de la Universidad Laboral de Sevilla que fue presentado por el locutor de Radio Sevilla Manolo Bará. 
A raíz de conocer, en 1970, a Rafael Trabucchelli, principal productor discográfico de España en esa época, la vida de Perales dio un giro radical. Trabucchelli le propuso cantar, a lo que Perales se resistió todo lo que pudo, puesto que ante todo estaba su vocación familiar, la vida de hogar y el celo por su intimidad. Perales compone «Porque te vas» y en la voz de Jeanette, que vendió cuatro millones de copias en todo el mundo,[cita requerida]. El éxito de Porque te vas llegó en 1976, dos años después de su publicación original y fue debido a su inclusión en la película de Carlos Saura Cría cuervos. En 1973 Trabucchelli persuadió a Perales para que cantase, suceso que José Luis califica como accidental pero que salió bien, puesto que su primer disco de larga duración Mis canciones, en el que se destaca «Celos de mi guitarra» que fue un éxito en España e Hispanoamérica entre 1973 y 1974.[cita requerida]
Su primera presentación en Hispanoamérica, y su gran oportunidad según Perales, fue en el Teatro Gran Rex de Buenos Aires, Argentina; donde tuvo un gran recibimiento. «El viaje a Argentina supuso un acontecimiento. Me habían programado en el teatro más importante de Buenos Aires y cuando llegué, la ciudad estaba inundada de carteles que decían «Bienvenido a Argentina, José Luis Perales». Me llevé una sorpresa increíble, yo no creía que fuese tan popular allí... Hasta rodé una peliculita con mi tomavistas, imagínate como estaría de sorprendido del recibimiento». Pronto empezaron las complicaciones, por lo que tuvo que dejar su trabajo por incompatibilidad y se dedicó por completo a la música. 
En la década del 70 era ante todo un hombre cuyos intereses primarios se centraban en su familia y su hogar, además le horrorizaba depender del escenario y de la crítica: «Manuela y yo hemos padecido grandes soledades por todo ello».[cita requerida] Después se fue a vivir a Cuenca, donde construyó su hogar, y a Madrid; y cuando sus dos hijos adolescentes, Pablo y María, se fueron a estudiar a la universidad, se apartó un poco de su actividad artística para dedicarse por completo a sus hijos. Siempre fiel a sus raíces, tiene una casa en Castejón y otra casa de campo a la que llama «el refugio», también cerca de Castejón donde suele retirarse a componer. «Yo me pongo a componer aquí: en mi casa, sin que nadie me moleste ni me meta prisa. Me siento más seguro, más protegido, mejor. Cuando el disco sale empieza a materializar todo demasiado, tanto que puede llegar a pervertirte... ».
En 1983, José Luis Perales participó por primera vez como invitado al XXIV Festival Internacional de la Canción de Viña del Mar, entre el 9 al 14 de febrero. Repitió en el XXV Festival Internacional de la Canción de Viña del Mar, entre el 8 al 13 de febrero de 1984. Una vez más como invitado en el XXXVIII Festival Internacional de la Canción de Viña del Mar de 1997, se presentó el 20 de febrero.

### 2000-2010:Me han contado que existe un paraísoyNavegando por ti
El 26 de diciembre de 2000 por la discográfica Sony Music, siendo el tercero bajo el sello Columbia Records, lanza su vigesimocuarto álbum de estudio Me han contado que existe un paraíso. De este álbum se desprende el sencillo: «Es más joven que tú». [cita requerida]
Después de 6 años de silencio, su vigesimoquinto álbum de estudio Navegando por ti, fue lanzado al mercado el 25 de julio de 2006 por la discográfica Sony Music, siendo el único bajo el sello BMG Records. Fue producido por Javier Limón.[cita requerida] Este álbum toma un estilo jazz en la canción de cierre del álbum: «Qué más quisiera yo». Y en las otras canciones podemos encontrar aires musicales. El piano que abre la canción «De navegar por ti» lo confirma. Es un bolero con sabor a club de jazz. «Después de ti» es el tema más eléctrico del álbum y «Tu carta» una bossa nova introducida por la trompeta de Carlos Sarduy y cantada con una sensación rítmica (swing) nueva por José Luis Perales.[cita requerida]

### 2012-2016:Calle soledadyCalma
En 2012, después de seis años de ausencia, lanzó su álbum: Calle soledad, en la cual dice tener un nuevo amor: sus nietos. Con este disco realizó una gira por América y España. Perales es uno de los cantantes más activos de España y de los pocos baladistas de la década de 1970 que sigue vigente en la música romántica.
Tras 15 años de ausencia, Perales regresó a Chile como presidente del jurado del Festival Viña del Mar 2012. Perales fue el gran protagonista de la última jornada del Festival Internacional de la Canción de Viña del Mar, Chile, con un concierto ante 15.000 espectadores que llenaron las gradas de la Quinta Vergara, en el 2012. En el transcurso de la actuación, repasó algunos de los temas más populares de su discografía como «Un velero llamado Libertad», «¿Y cómo es él?», «Celos de mi guitarra» y «Quisiera decir tu nombre», entre otros, que levantaron de sus asientos a los aficionados que abarrotaban el anfiteatro de Viña del Mar.
Perales regaló al público de Viña del Mar el estreno mundial de «Morir por ti», uno de los temas que incluirá en el álbum en el que trabajaba por esa época, Calle soledad, que salió a la venta el 24 de abril de 2012. Fue aclamado por el público que le premió con dos Antorchas y dos Gaviotas como reconocimiento a su actuación. «No sabía que quedaba para mí tanto recuerdo, tanto cariño, después de tantos años», agradeció.
En primavera de 2016 ve la luz su disco Calma, cuyo título trata de ser una invitación a la reflexión sobre el mundo que nos rodea, lleno de historias humanas que se pierden en el frenético día a día pero que son apasionantes y han inspirado al cantautor un puñado de canciones con las que espera hacer sentir la misma emoción con la que las escribió. Tras el lanzamiento de este disco emprende una gira de conciertos que le lleva de nuevo a los escenarios de España y de América, regresando a escenarios que llevaba años y años sin pisar.

### 2017-presente: Bandas sonoras yMirándote a los ojos
En 2017, compone la banda sonora de la película El autor, del cineasta Manuel Martín Cuenca, que está basada en la novela El móvil de Javier Cercas. Perales ha desvelado que un día el director del filme le envió una carta contándole lo que significaron las canciones del cantautor conquense en su educación sentimental. Asimismo, le propuso que compusiera la banda sonora de su película. A pocos días del estreno de la película se lanzaron dos sencillos de BSO, «La vida» y «Algunas veces».[cita requerida]
En 2019, lanzó el álbum Mirándote a los ojos (Recuerdos, retratos y melodías perdidas), un disco de 3 CD y un DVD, que contiene 35 canciones de su repertorio. Fue grabado bajo la producción de Pablo Perales.

## Activismo social
La participación de José Luis Perales con Aldeas Infantiles SOS se originó en una gira por América, a principios de la década de 1980, cuando conoció en Argentina, la historia de unos hogares tutelados por mujeres, que se hacían cargo de la atención y cuidados de niños procedentes de la marginación y el desamparo. De regreso a España entró en contacto con Juan Belda, presidente de la organización en España, quien le explicó la labor que desarrollan en todo el mundo en favor de la infancia marginada.
Al preguntarle cómo podía colaborar con la organización, Belda le pidió que compusiera una canción promoviendo la idea de Aldeas Infantiles y la incluyera en un disco. Y así nació «Que canten los niños», que se incluyó por primera vez en el álbum Con el paso del tiempo y en el doble sencillo «Que canten los niños/Yo también tuve quince años», cuyos derechos el autor ha cedido a la organización.
También cedió los derechos de «Canción para Manuela», dedicado a su nieta que incluyó en su disco Calle soledad. «La música es mi vida y a través de ella trato de poner un pequeño grano de arena para mejorar la existencia de algunos pequeños que solo necesitan un poco de apoyo y protección para crecer y formarse en un ambiente propicio».[cita requerida]

## Estilo musical

#### Influencias
Cuando José Luis Perales tenía trece años, su padre –albañil en Castejón– le consiguió una beca en una Universidad laboral de Sevilla. Mientras, escuchaba los discos de Bécaud, Aznavour, Tony Dallara y Connie Francis. Todos ídolos del futuro cantante, en cuyas canciones se encuentran reminiscencias de Charles Aznavour, a las que se une —como en buen número de cantantes de la época— un cierto eco de Serrat. A los veintiún años, Perales acabó su preparación y se mudó a Madrid, como otros tantos jóvenes de provincia. Traía algunas canciones compuestas.

## Escritor y otras facetas

### Como letrista
«Porque te vas» es una canción compuesta en 1974, cuando aun Perales no era reconocido. Fue Perales quien pensó en escribir la canción exclusiva para la cantante Jeanette. Abarcó estilos como el funk, soul, pop y la música disco de aquellos años. También fue el primer y único sencillo del álbum Porque te vas (1976), a raíz de su éxito en ventas gracias a la película Cría cuervos de Carlos Saura, donde se dio a conocer. Por entonces, Jeanette tenía 23 años y era conocida gracias a su anterior éxito mundial: Soy rebelde.
En 2010, la canción figuró en la revista Rolling Stone, en el puesto 43 de Las 200 Mejores Canciones Del Pop-Rock Español, calificada con un ritmo revoltoso y un sonido netamente pop. En junio del 2012, el periódico británico The Guardian imprimió un especial con las canciones más importantes del pop de los países alejados de la órbita anglosajona. Dicho especial habló de música española, siendo Jeanette la única artista foránea de la lista. El periódico resaltó: «Su himno "Porque te vas" está enclavado en la etapa final del régimen franquista cuando la sociedad española empezaba a sumergirse en la ola cultural que dominaba Europa».
De este tema lanzó varias versiones; la primera desde su álbum A mis amigos (1990). Dentro su recopilatorio 30 grandes canciones (2001) tiene dos: la primera solo y la segunda a dueto con la cantante Amaia Montero. En 2008 abrió Perales en directo - 35 años (primero grabado en vivo) con otra toma.

### Novelas
Además de compositor y cantante, se ha pasado a la novela con «La melodía del tiempo», publicado por Plaza & Janes (Penguin Random House). La obra fue lanzada el 26 de noviembre de 2015 en España, Argentina y Colombia, para después llegar al resto de países iberoamericanos. Según se explica en la nota de prensa distribuida por la editorial, el músico conquense narra «la conmovedora historia de un pueblo castellano a lo largo de tres generaciones. Un homenaje a la vida del campo a través de una novela coral sobre el amor, las raíces y las relaciones entre padres e hijos». Por lo visto, la obra hace gala del romanticismo del que el autor de «Un velero llamado libertad» suele derrochar en sus composiciones.
«He dedicado mi vida a poner música a las historias cotidianas de la gente –ha declarado el autor–. Por primera vez, después de tantos años, las letras no tienen música, solo el relato de la vida en un lugar en el que las vivencias de sus personajes no tienen más música que la melodía del tiempo. He escrito mi canción más larga».
El 23 de noviembre de 2017 se hace pública su segunda novela, «La hija del alfarero», la saga de una familia dividida por la lealtad al pasado y la esperanza en el futuro.
- La Melodía del Tiempo (2015)
- La Hija del Alfarero (2017)
- Al otro lado del mundo (2020)

## Filmografía
- Ritmo a todo color (1980)

## Giras musicales
- 2012: Calle Soledad Tour[33]
- 2015: Gira 2015[34]
- 2016-2017: Calma Tour[35]
- 2020-2021: Baladas para una Despedida World Tour[36]

## Discografía
Álbumes de estudio
- 1973: Mis canciones
- 1974: El Pregón
- 1975: Para vosotros canto
- 1976: Por si quieres conocerme
- 1977: Si...
- 1978: Como la lluvia fresca
- 1978: Soledades
- 1978: Jose Luis Perales
- 1979: Tiempo de otoño
- 1981: Nido de águilas
- 1981: Queria dizer
- 1982: Entre el agua y el fuego
- 1984: Amaneciendo en ti
- 1986: Con el paso del tiempo
- 1986: Com o passar do tempo
- 1987: Sueño de libertad
- 1988: La espera
- 1988: A espera
- 1990: A mis amigos
- 1991: América
- 1993: Gente maravillosa
- 1994: Mis 30 mejores canciones
- 1996: En clave de amor
- 1998: Quédate conmigo
- 2000: Me han contado que existe un paraíso
- 2001: 30 Grandes Canciones
- 2006: Navegando por ti
- 2012: Calle soledad
- 2016: Calma
- 2019: Mirándote a los ojos

## Premios y nominaciones
| Año  | Ceremonia              | Categoría                | Trabajo nominado | Resultado | Ref              |
| ---- | ---------------------- | ------------------------ | ---------------- | --------- | ---------------- |
| 2007 | Premios Grammy Latinos | Mejor álbum de cantautor | Navegando por ti | Nominado  | [cita requerida] |
| 2012 | Premios Grammy Latinos | Mejor álbum de cantautor | Calle soledad    | Nominado  | [cita requerida] |
| 2017 | Premios Goya           | Mejor canción original   | «Algunas veces»  | Nominado  | [cita requerida] |

### Otros reconocimientos
- 1989: Corazón de la Mancha.[cita requerida]
- 2001: Premio Amigo a la trayectoria.[cita requerida]
- 2008: Mejor Álbum de Cantautor de «La asociación Internacional de Periodistas del Espectáculo» a «Navegando Por ti» (2007), entregado en Nueva York.[cita requerida]
- 2013: Trofeo Minero de Plata en el Festival de Zacatecas, capital del estado de Zacatecas, México.[cita requerida]
- 2015: Homenaje al mérito de cantautor en Villa María, Argentina.[cita requerida]
- 2016: Conquense del año por el Rotary Club de Cuenca.[37]
- 2016: Una estrella en el Paseo de las Estrellas Tijuana, México.[cita requerida]
- 2016: Oficial de la Orden Nacional al Mérito, Ecuador, 2016.[38]
- 2020: XXV premio “Glauka” por la Asociación de Amigas de la Lectura.[39]
- 2020: Premio de Honor en la primera edición de los Premios Odeón (2020).[40][41]
- 2022: Premio CEU - Ángel Herrera, en la categoría Ética y Valores.[42]